# クィントゥス・マミリウス・ウィトゥルス
クィントゥス・マミリウス・ウィトゥルス（ラテン語: Quintus Mamilius Vitulus、生没年不明）は共和政ローマ中期の政治家、軍人。紀元前262年の執政官に選出され、第一次ポエニ戦争初期を戦った。

## 経歴
兄弟であるルキウス・マミリウス・ウィトゥルスは紀元前265年の執政官であった。クィントゥスも、第一次ポエニ戦争の3年目にあたる紀元前262年に執政官に選出された。同僚執政官はルキウス・ポストゥミウス・メゲッルスであった。カルタゴ軍に対抗するため、両執政官はそれぞれ2個軍団を率いてシケリア（シチリア）に渡った。ローマ軍はアグリゲントゥム（当時の呼称はアクラガス）に進軍してこれを包囲し、さらに脱出を試みるカルタゴ軍を野戦でも撃破し、都市の占領に成功した（アグリゲントゥムの戦い）。
二人の執政官は、しかしながら、凱旋式を挙行することは許されなかった。おそらくはアグリゲントゥムの敵将であるハンニバル・ギスコは比較的兵の損害を受けずに脱出に成功したためと思われる。

## 参考資料
1. ↑  William Smith, Dictionary of Greek and Roman Biography and Mythology, 1, Boston: Little, Brown and Company, Vol.3 p. 1279
2. ↑  Polybius , Histories , I, 17-20.